# Julius Rieger
Julius Rieger (* 23. August 1901 in Berlin; † 1. Januar 1984 ebenda) war ein deutscher evangelisch-lutherischer Theologe und Schriftsteller.  Als Pfarrer einer deutschen Kirchengemeinde in London wurde er ein Freund Dietrich Bonhoeffers und unterstützte ihn im Widerstand gegen die NS-Diktatur. 

## Leben
Rieger studierte Theologie und spezialisierte sich bei Professor Otto Eißfeldt im Fach Altes Testament. Nach seinem Theologiestudium wurde er mit einer Arbeit über Die Bedeutung der Geschichte für die Verkündigung des Amos und Hosea zum Dr. phil. promoviert. Von 1927 bis 1928 war Rieger Hilfsprediger in Berlin-Adlershof. Anschließend wurde er als Studiendirektor am schlesischen Predigerseminar in Naumburg am Queis bis 1931 beschäftigt. Er lehnte ein festes Pfarramt zunächst ab, ging jedoch 1931 nach dem Tod von Pfarrer Mätzold an die Deutsche Lutherische St. Georgs-Kirche im Ost-Londoner Stadtteil Aldgate (heute: London Borough of Tower Hamlets). Am 14. Oktober 1933 kam es für Julius Rieger zur ersten persönlichen Begegnung mit Dietrich Bonhoeffer in Berlin. Er erhielt von Hans von Dohnanyi eine Zulassungskarte für den Lubbe-Prozess für den 20. Oktober 1933.

### St. Georg im Kirchenkampf

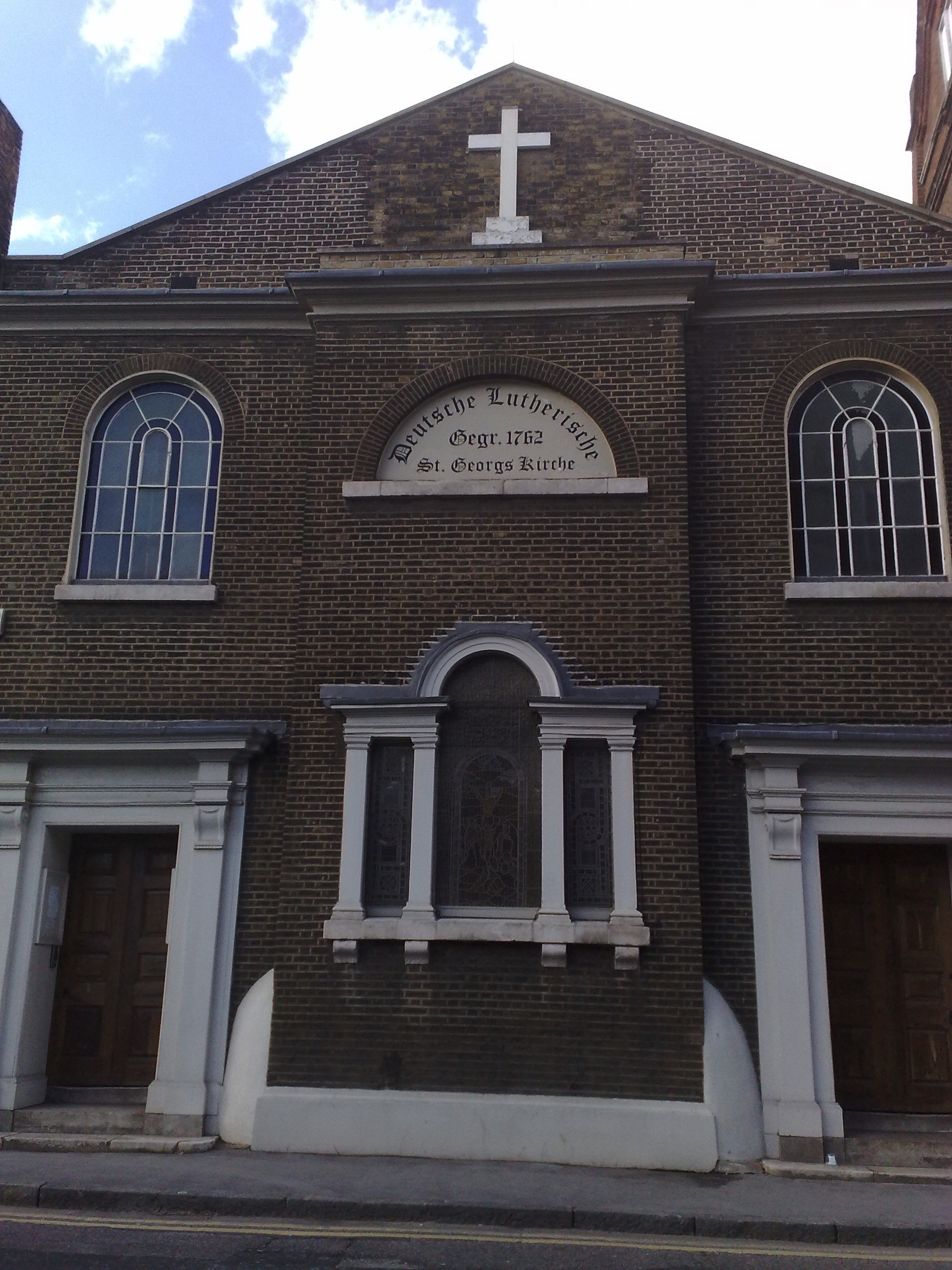
St. Georg (2010)

Anfangs noch von der „nationalen Erhebung“ begeistert und wie nahezu alle deutschen Pfarrer in Großbritannien Parteigenosse, durchlebte Rieger in seiner Bekanntschaft mit Bonhoeffer eine Art Bekehrungserlebnis. 
Ende November 1933 erhielt Rieger von der Reichskirchenregierung den offiziellen, aber vertraulichen „Sonderauftrag“, der ihn u. a. zur regelmäßigen Berichterstattung über die Reaktion englischer Kirchen und Zeitungen auf die Vorgänge in Deutschland verpflichtete. Nachdem diese Berichte jedoch Bonhoeffer in Schwierigkeiten brachten, stellte Rieger seine Berichtstätigkeit im Februar 1934 nahezu ein. 
Seit den Auseinandersetzungen der Londoner Gemeinden mit der Reichskirche und dem Kirchlichen Außenamt unter Theodor Heckel im Jahre 1934 war Rieger ein Verfechter der von Bonhoeffer propagierten harten Linie und der von ihm vorgeschlagenen Aktionen, die im November 1934 im Loslösungsbeschluss der Londoner Kirchenvorstände von der Reichskirche gipfelten.
Über eine gemeinsame Reise mit Bonhoeffer zu britischen Klöstern schrieb er eine Dokumentation. Ziel waren bei dieser Reise die anglikanischen Klöster und Kommunitäten in Kelham, Mirfield und Oxford. Bonhoeffer und Rieger betrachteten die Klöster als Modelle gemeinsamen Lebens; es ging ihnen darum, katholische und nicht-katholische Formen des gemeinsamen Lebens und einer meditativen, an feste Ordnungen gebundenen Frömmigkeit kennenzulernen. Bonhoeffer hat Impulse dieser Reise für die Gestaltung des gemeinsamen Lebens in Finkenwalde genutzt.
Seit Bonhoeffers Rückkehr nach Deutschland 1935 war Rieger der einzige der Londoner Pastoren, der der strengen bruderrätlichen Position des Kirchlichen Notrechts von Dahlem verbunden blieb und damit als „Dahlemit“ galt; für Franz Hildebrandt war Rieger sogar bis zur Ankunft der aus Deutschland geflüchteten Pastoren „einziger Vertreter der Bekennenden Kirche in England“.
Rieger verschaffte mehreren aus Deutschland geflüchteten Geistlichen ein Obdach in seiner Gemeinde. Dazu gehörten Wolfgang Büsing (1910–1994), Franz Hildebrandt und Adolf Freudenberg. Sie unterstützten ihn bei der Bewältigung der vielen Bitten um Hilfe für Flüchtlinge aus Deutschland. Die Hilfesuchenden waren zum Großteil Menschen, die christlich getauft waren, aber nach den Nürnberger Gesetzen als nichtarisch galten. Wegen der Flüchtlingsfürsorge Riegers und seiner Mitarbeiter wurde St. Georg „von gewissen Gliedern der 'Deutschen Kolonie' als die 'Judenkirche' betitelt.“
Für die englische Ökumene entwickelte sich Rieger, wie Bischof George Bell kurz nach Kriegsbeginn festhielt, zur „principal source of all information to the churches in this country about the church struggle“. Zu Pfingsten 1940 wurden Rieger und seine Frau wie alle enemy aliens in Großbritannien interniert. Am 21. November 1940 wurde in Port Erin auf der Insel Man während seiner Internierung seine Tochter, die spätere Musikwissenschaftlerin Eva Rieger, geboren. 
Von 1944 bis 1953 lebte er im ehemaligen Pfarrhaus Dietrich Bonhoeffers in Forest Hill.

### Nach 1945
Nach dem Zweiten Weltkrieg wurde Rieger vom Rat der EKD mit der Aufsicht über die Seelsorge an den deutschen Kriegsgefangenen in britischen Lagern beauftragt. 1947 hielt er sich in Stockholm auf. Er kehrte 1953 mit seiner Familie nach Berlin zurück, wo er Superintendent des Kirchenkreises Berlin-Schöneberg der Evangelischen Kirche in Berlin-Brandenburg wurde.
Er war verheiratet mit der Bibliothekarin Johanna Rieger, geb. Krüger. Die spätere Musikwissenschaftlerin Eva Rieger war seine Tochter.

## Ehrungen
- 1953: Großes Verdienstkreuz der Bundesrepublik Deutschland

## Werke
- Die Bedeutung der Geschichte für die Verkündigung des Amos und Hosea, 1929
- Die deutschen evangelischen Gemeinden in England nach dem Kriege München: Chr. Kaiser Verlag 1933 (Sonderdruck aus Auslandsdeutschtum und evangelische Kirche Jahrbuch 1933)
- The Silent Church. The Problem of the German Confessional Witness. London 1944.
- Deutsche Evangelische Gemeinden in England. London o. J. [1944].
- Das ökumenische Problem in der Gefangenschaftskirche. Stuttgart: Quell-Verlag 1951 (Aus: Für Arbeit und Besinnung Nr. 20. 1951)
- Das Kreuz: Betrachtungen über die 7 Worte Jesu. 1955, 2. Aufl.: 1967
- Dietrich Bonhoeffer in England. Berlin: Lettner-Verlag 1966.
- Berliner Reformation. Berlin: Lettner-Verlag  1967
- Bonhoeffers Freund. In: Berliner Sonntagsblatt vom 17. Februar 1974, S. 2.

## Nachlass
Das Gemeindearchiv der Georgskirche mit Unterlagen aus Riegers Amtszeit befindet sich heute als Depositum in der Tower Hamlets Local History Library and Archives im London Borough of Tower Hamlets. Ein Teilnachlass Riegers wird im Evangelischen Zentralarchiv in Berlin verwahrt.